# Cryptops mirus
Cryptops mirus är en mångfotingart som beskrevs av Chamberlin 1920. Cryptops mirus ingår i släktet Cryptops och familjen Cryptopidae. Inga underarter finns listade i Catalogue of Life.